# Brachyhypopomus beebei
Brachyhypopomus beebei är en fiskart som först beskrevs av Schultz, 1944.  Brachyhypopomus beebei ingår i släktet Brachyhypopomus och familjen Hypopomidae. Inga underarter finns listade.